# Вулф, Роулэнд
Мерилл Роулэнд Вулф (англ. Merrill Rowland Wolfe; 8 октября 1914, Даллас — 14 января 2010, Конро, Техас) — американский гимнаст, чемпион летних Олимпийских игр 1932 в акробатических прыжках.
Оказался единственным выжившим близнецом, однако в детстве страдал анемией. Чтобы укрепить здоровье сына, его отец отдал его в спортивный клуб Dallas Athletic Club. В 1932 году будущий олимпийский чемпион выиграл чемпионат США в акробатике, в том же году он становится сильнейшим на летних Играх в Лос-Анджелесе в дисциплине «акробатические прыжки».
По завершении спортивной карьеры получил образование в области химии, работал в Манхэттенском проекте. После Второй Мировой войны вернулся в Техас, работал в лаборатории по изготовлению и продаже спортивного питания.